# Reacție Grignard

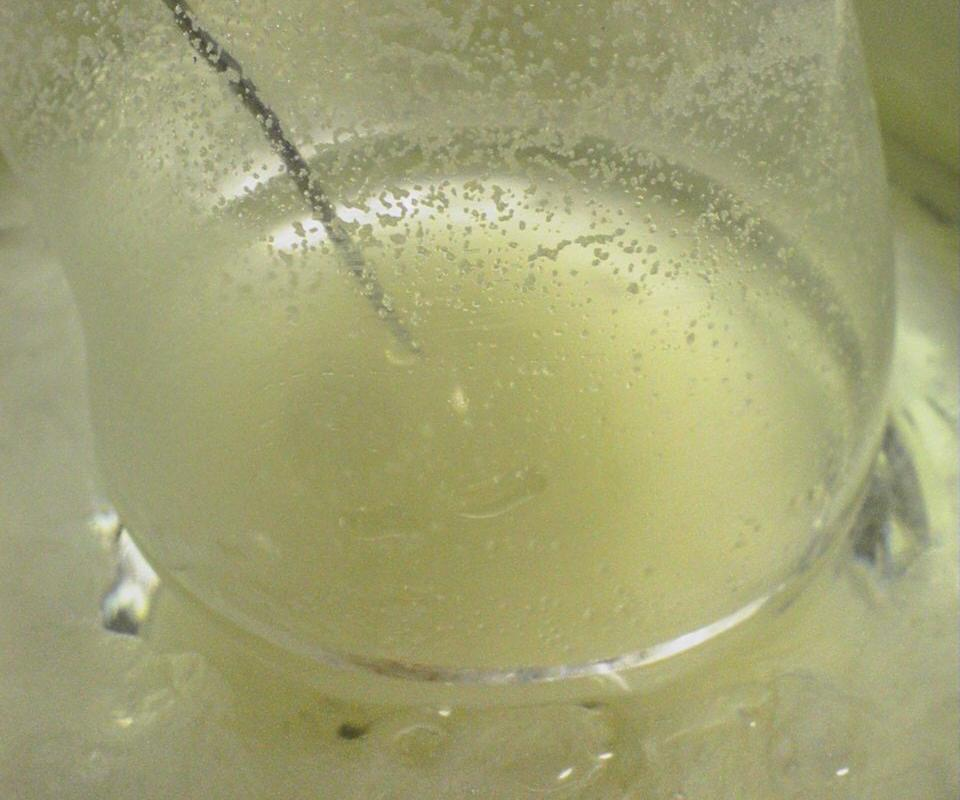
O soluție a unui compus carbonilic se află în contact cu un reactiv Grignard.

Reacția Grignard este o reacție chimică organometalică în care un reactiv Grignard (adică o halogenură de alchil-, vinil- sau aril-magneziu) se adiționează la o grupă carbonilică dintr-o aldehidă sau o cetonă. Reacția este cunoscută pentru faptul că este o metodă importantă de formare de noi legături carbon-carbon. Trebuie făcută distincția dintre reacția Grignard și reacția care are loc între un compus halogenat și magneziu metalic, care este reacția de obținere a reactivilor Grignard. Reacția se finalizează cu hidroliza compusului intermediar de adiție, cu obținerea unui alcool primar (plecând de la formaldehidă), a unui alcool secundar (plecând de la aldehide) sau a unui alcool terțiar (plecând de la cetone):
Reacția Grignard și respectivi reactivii Grignard au fost descoperiți de către chimistul francez François Auguste Victor Grignard (Universitatea din Nancy, Franța), care a publicat primele rezultate în anul 1900 și care a primit Premiul Nobel pentru Chimie în anul 1912 pentru lucrările sale.

## Mecanism de reacție
Atomul de carbon legat de magneziu prezintă un caracter nucleofil, producând un atac nucleofil asupra atomului de carbon electrofil prezent în legătura polară a grupei carbonilice. Etapa de adiție a reactivului Grignard la grupa carbonilică are de obicei loc prin intermediul unei stări de tranziție hexaciclice care implică două molecule de reactiv Grignard. După obținerea intermediarului organomagnezian, are loc o reacție de hidroliză în mediu acid, care se finalizează cu obținerea alcoolului corespunzător.